# SDF (Unternehmen)
Die SDF S.p.A. (SAME Deutz-Fahr) ist ein italienischer Landmaschinenhersteller mit Sitz in Treviglio.
Das Produktprogramm umfasst Traktoren, Erntemaschinen, Feldroboter, Dieselmotoren, Getriebe und weitere landwirtschaftliche Komponenten. Die firmeneigenen Produkte werden unter den Markenbezeichnungen SAME, Lamborghini, Hürlimann, Deutz-Fahr, Grégoire und Vitibot vertrieben. Die Sparte Traktoren deckt einen Leistungsbereich von 23 bis 336 PS ab, die Sparte Erntemaschinen von 32 bis 260 PS.

## Unternehmensgeschichte

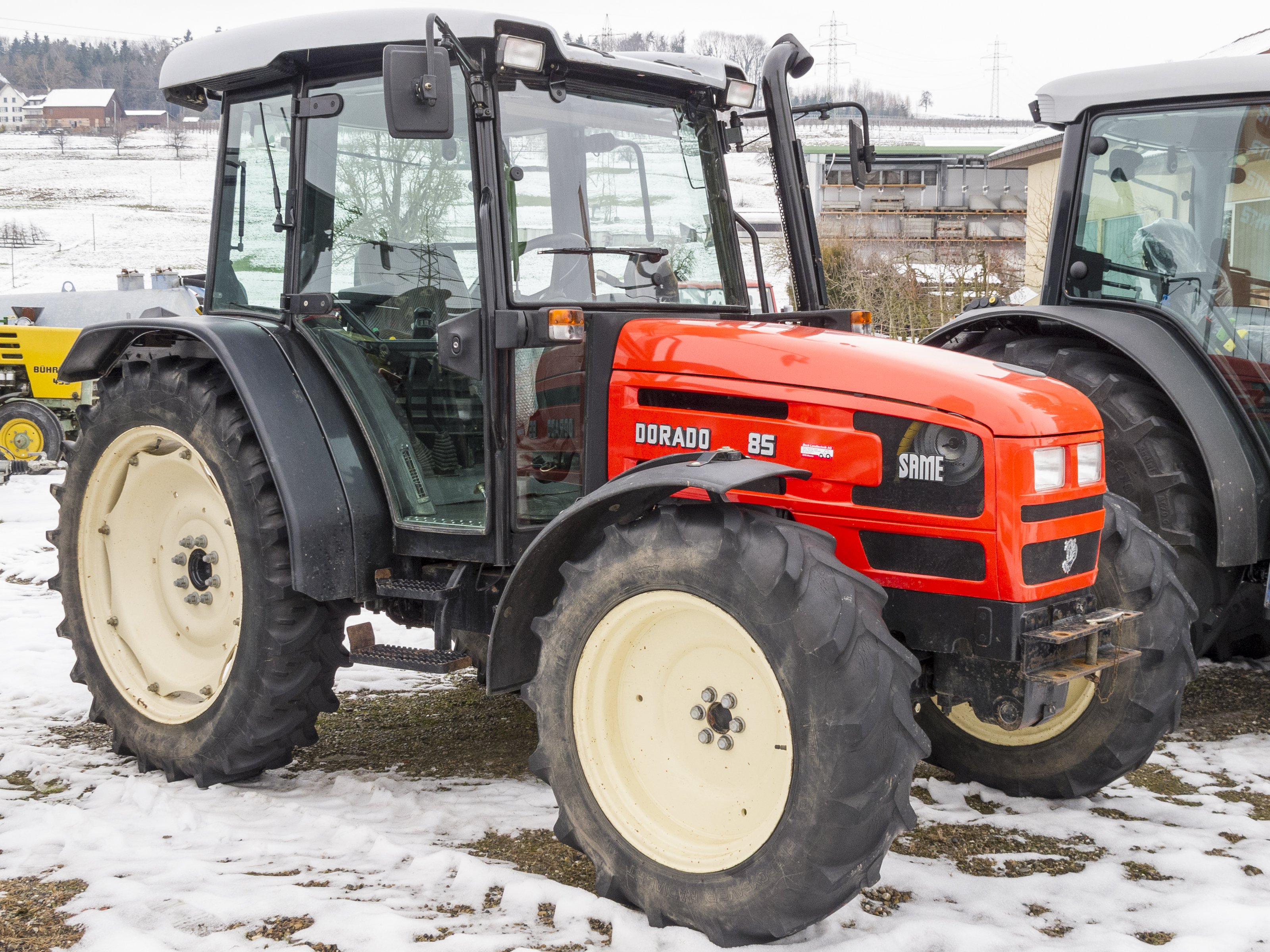
Same Dorado 85

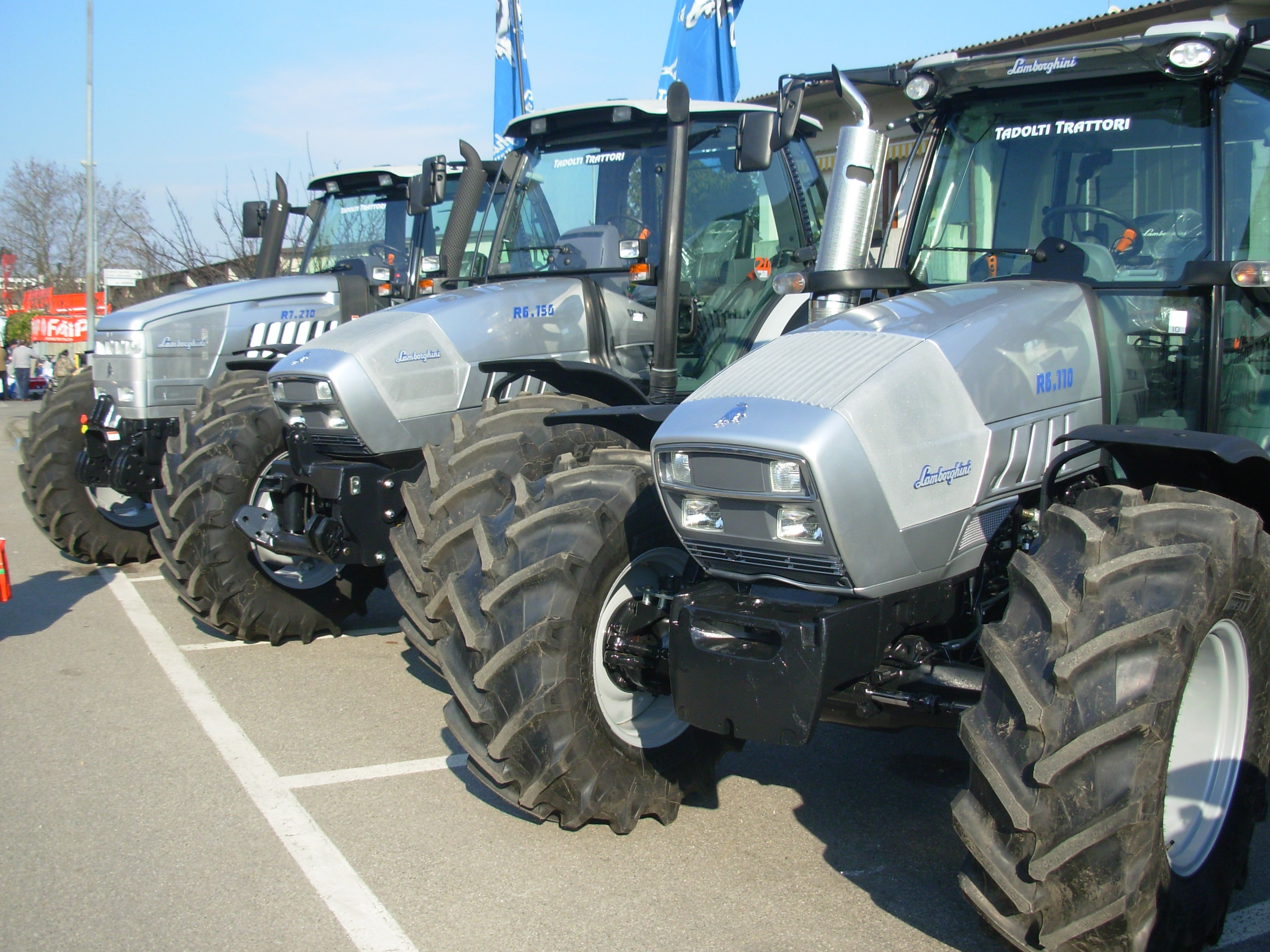
Lamborghini-Traktoren

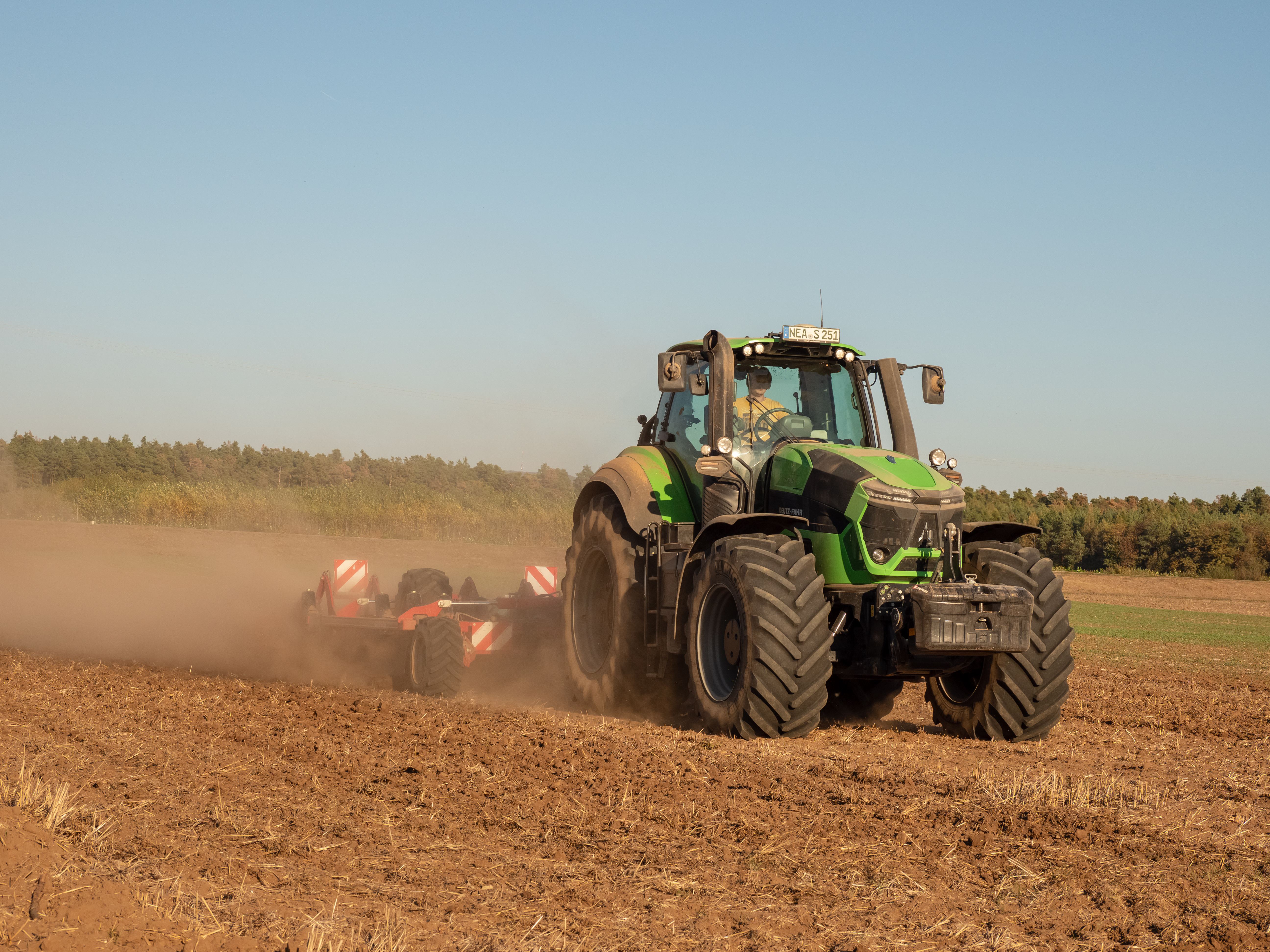
Deutz-Fahr Serie 9

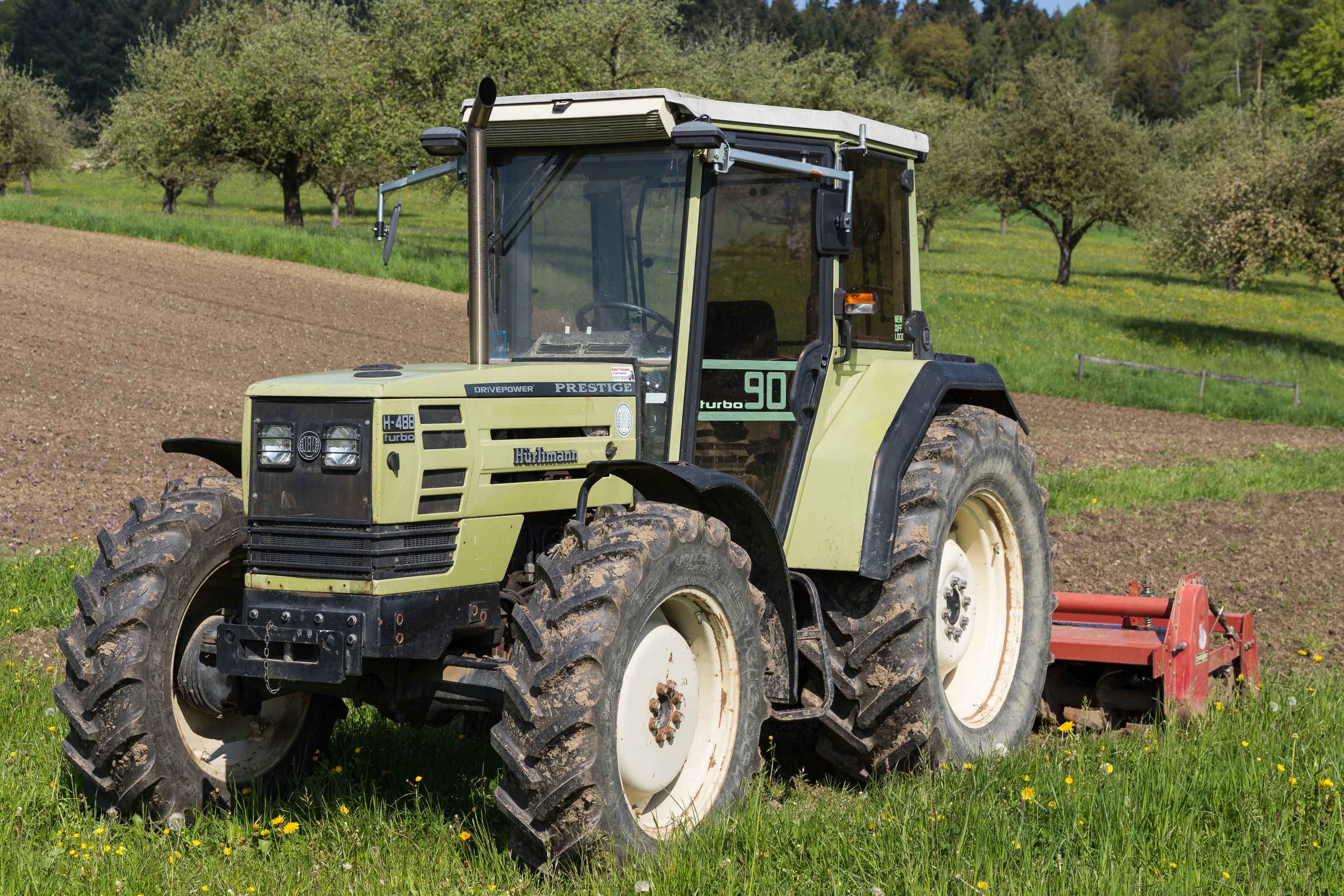
Hürlimann H-488 Turbo

Die Firmengeschichte begann 1942 mit der Gründung von SAME (Società Accomandita Motori Endotermici, zu Deutsch Kommanditgesellschaft für endothermische Motoren) in Treviglio (Provinz Bergamo) in Italien.
Nach dem Zukauf von Lamborghini Trattori S.p.A. im Jahr 1973, einem von Ferruccio Lamborghini gegründeten Unternehmen, begann der Wachstumsprozess von SAME durch den Zukauf anderer Firmen. Mit dem Erwerb von Hürlimann 1979 ging die Umfirmierung in SAME-Lamborghini-Hürlimann (SLH) einher.
1995 erfolgte der Kauf des Landmaschinenbereiches mit der Marke Deutz-Fahr von der deutschen Unternehmensgruppe KHD. Seit diesem Zeitpunkt nennt sich die Gruppe endgültig SAME Deutz-Fahr.
1996 wurde SAME Deutz-Fahr in Indien gegründet.
Von 2003 bis 2012 war die SDF-Gruppe Aktionärin der deutschen Deutz AG; 2003 erwarb sie 10 % der Sampo Rosenlew mit Sitz in Finnland, einem Hersteller von Mähdreschern mit 4 oder 5 Strohschüttlern. Diese Firmenbeteiligung wurde jedoch später wieder aufgegeben.
2005, nach dem Kauf von Đuro Đaković mit Sitz in Kroatien, gründete das Unternehmen die Gesellschaft DEUTZ-FAHR Combines, von der heute Komponenten und Mähdrescher der Marke Deutz-Fahr hergestellt werden.
2008 wurde das Historische Museum Same Deutz-Fahr am Hauptsitz des Unternehmens in Treviglio gegründet.
2011 kaufte die Gruppe Grégoire, ein französisches Unternehmen, das auf Maschinen für den Wein- und Olivenanbau spezialisiert ist. Im gleichen Jahr begann SAME Deutz-Fahr ein Joint Venture mit Shandong Changlin Machinery in China.
2013 wurde die neue Farmotion Motoren-Baureihe vorgestellt.

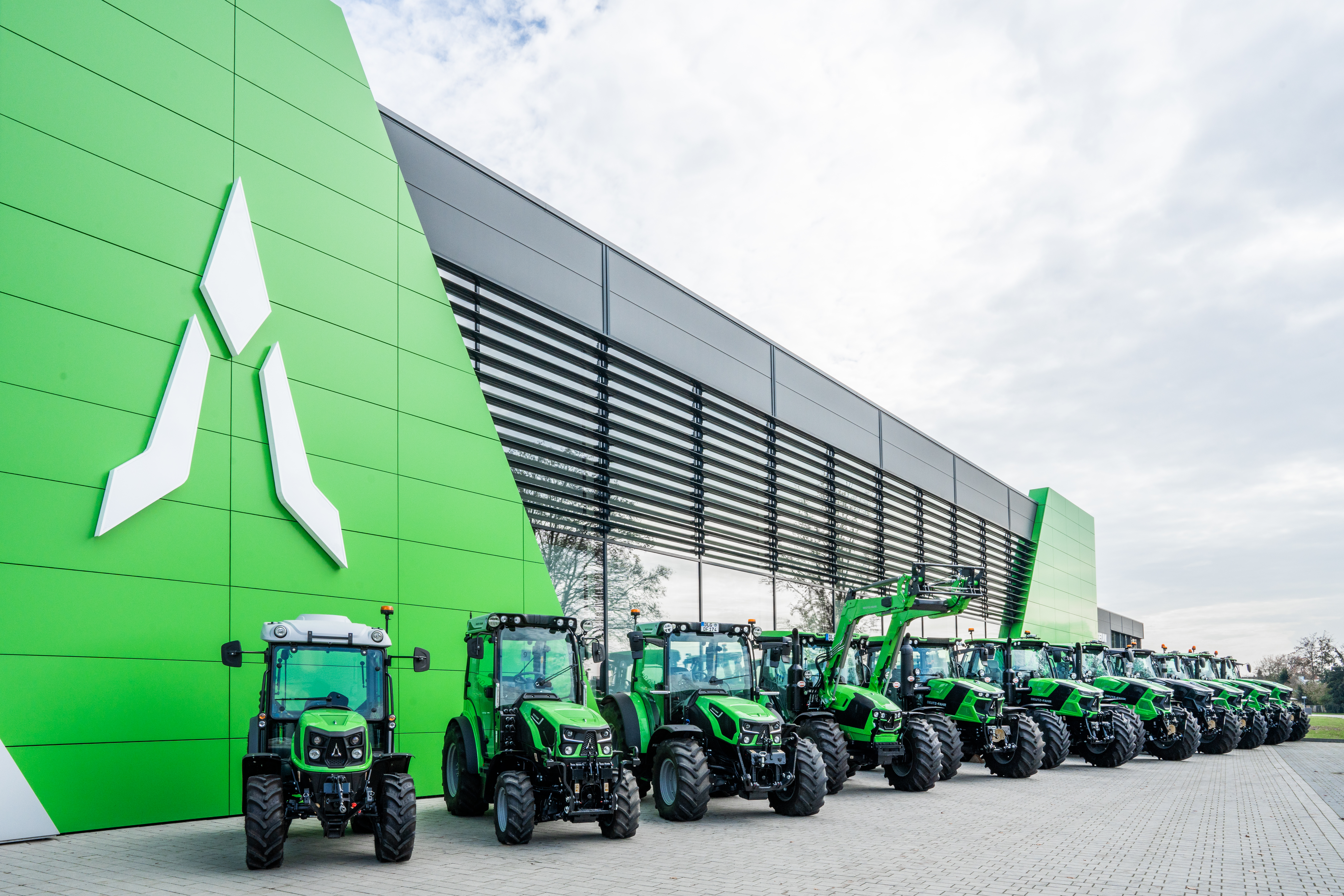
Deutz-Fahr Produktprogramm vor der Deutz-Fahr Arena in Lauingen

2014 wurde SAME Deutz-Fahr Traktör Sanayi ve Ticaret A.Ş. in Istanbul in der Türkei gegründet.
Im Dezember 2015 wurde die Umbenennung in SDF Group bekannt gegeben.

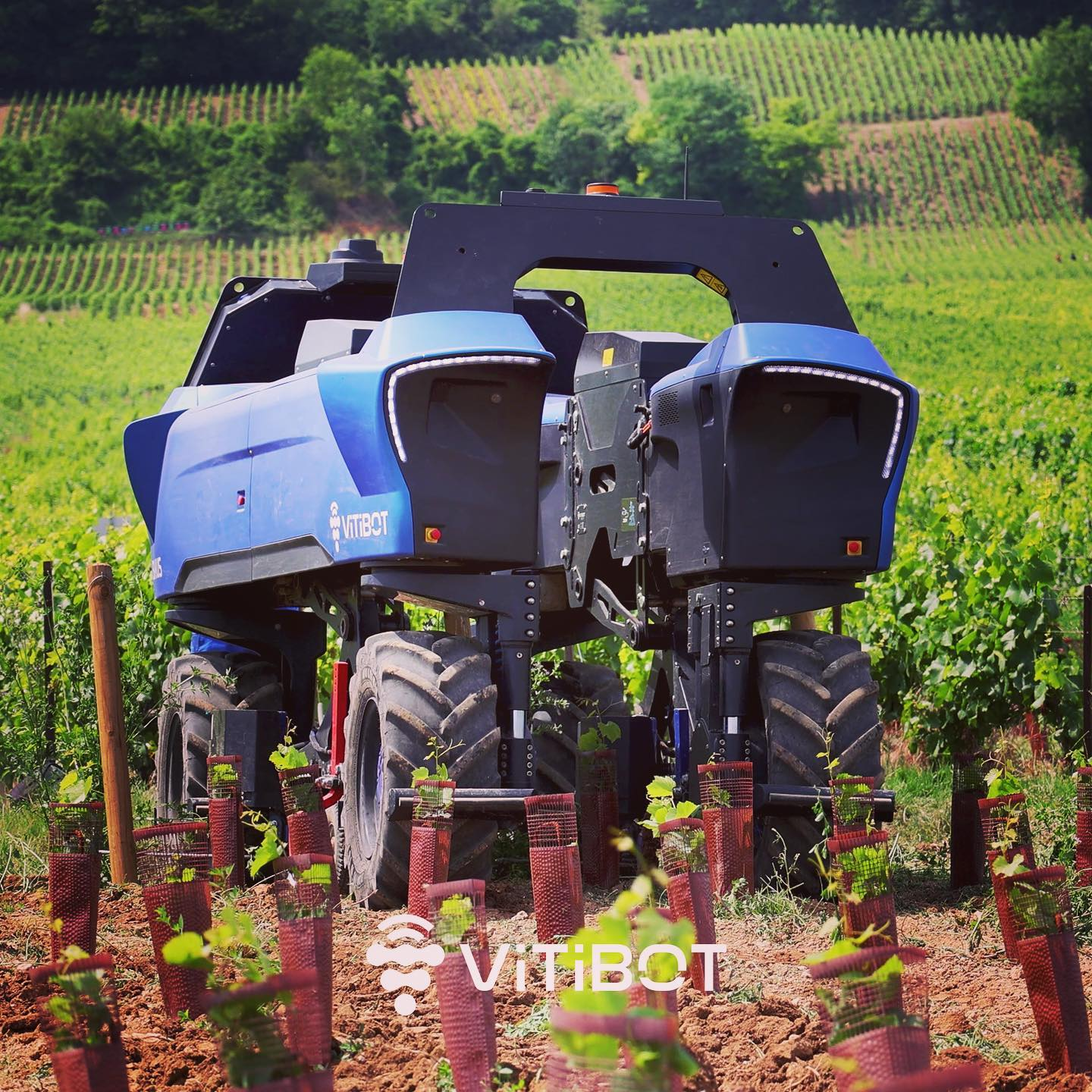
Vitibot fertigt im französischen Reims autonome und vollelektrische Roboter für den Weinbau

Im Jahr 2017 eröffnete in Lauingen an der Donau mit dem DEUTZ-FAHR Land das Kompetenzzentrum für Großtraktoren. Ebenfalls neu eröffnet wurden ein Kundenzentrum und ein Museum.
Im Jahr 2022 erwirbt das Unternehmen VitiBot, den französischen Marktführer in der Herstellung autonomer und elektrischer Roboter für den Weinbau.
Im Jahr 2024 wurde die Einstellung der Mähdrescherproduktion und die Schließung des Werkes im kroatischen Županja zum 28. Februar 2025 bekannt gegeben.

## Standorte
SDF beschäftigt etwa 4.400 Mitarbeiter und erzielt einen Umsatz von über 1,803 Milliarden Euro (2022). Der Stammsitz des Unternehmens befindet sich in Treviglio (BG) in Norditalien, wo es seit der Firmengründung ansässig ist. Fertigung, Vertrieb, Kundendienst und Ersatzteilvertrieb werden über 7 Produktionsstandorte (in Europa und Asien)
, zwei Joint Ventures, 16 Niederlassungen (in Europa, Asien, Afrika und Nordamerika) und ein Vertriebsnetz bestehend aus 155 Importeuren und über 3.100 Vertragshändlern auf der ganzen Welt organisiert.

### Produktionsstandorte
- Treviglio: Traktoren der mittleren und oberen Leistungsklasse mit 70 bis 140 PS
- Lauingen: Traktoren der mittleren und oberen Leistungsklasse mit 135 bis 336 PS
- Ranipet: Traktoren der unteren bis mittleren Leistungsklasse mit 35 bis 100 PS, Dieselmotoren mit 30 bis 160 PS
- Châteaubernard: Maschinen für die Trauben- und Olivenernte mit 135 bis 200 PS
- Reims: Weinbauroboter (autonom und vollelektrisch)
- Bandırma: Traktoren der mittleren Leistungsklasse mit 45 bis 130 PS, Dieselmotoren mit 55 bis 125 PS
- Linshu: Traktoren mit 26 bis 280 PS, Erntemaschinen mit 32 bis 260 PS

### Ehemalige Produktionsstandorte
- Županja: Mähdrescher mit 222 bis 395 PS
- Suihua: Traktoren mit 220 PS

## Auszeichnungen
Die von den einzelnen Unternehmen der SDF-Gruppe hergestellten Traktoren haben im Laufe der Jahre zahlreiche Auszeichnungen und Anerkennungen erhalten, unter anderem:
| Jahr | Produkt                      | Preis                                                 | Land        |
| ---- | ---------------------------- | ----------------------------------------------------- | ----------- |
| 2013 | Deutz-Fahr 7250 TTV Agrotron | Red Dot Product Design Award                          | Deutschland |
| 2013 | Deutz-Fahr 7250 TTV Agrotron | Tractor of the year und Golden Tractor for the Design | Italien     |
| 2014 | Deutz-Fahr 7250 TTV Agrotron | Compasso d’oro                                        | Italien     |
| 2014 | Lamborghini Nitro            | Red Dot Product Design Award                          | Deutschland |
| 2014 | Lamborghini Nitro 130 VRT    | Golden Tractor for the Design                         | Deutschland |